# 魏絳
魏絳（？—？），姬姓，魏氏，名绛，谥号昭、庄，世称魏昭子，又作魏庄子，中国春秋時代晋国武将、政治家，魏氏第四代领袖。魏犨之孙，魏悼子之子（《世本》称魏絳是魏犨的幼子）。历仕晋悼公、晋平公，使戎、狄亲附于晋，史称“魏绛和戎”。
前573年，晋悼公即位時，魏絳因为勇敢被提拔为中軍司馬。前570年，晋悼公会盟諸侯，悼公的弟弟扬干搅乱队列，魏絳杀了替扬干驾车的人。悼公大怒：“合诸侯以为荣，今辱吾弟！”将诛杀魏绛。士鲂、张老劝说悼公，悼公读魏绛辩解之书：“日君乏使，使臣斯司马。臣闻师众以顺为武，军事有死无犯为敬。君合诸侯，臣敢不敬？君师不武，执事不敬，罪莫大焉。臣惧其死，以及扬干，无所逃罪。不能致训，至于用钺。臣之罪重，敢有不従，以怒君心，请归死于司寇。”悼公体会到了魏绛忠于职守，重赏了魏绛、士鲂、张老。前569年，魏絳昇格为新軍佐。同年冬，戎狄与晋講和，魏絳使戎、翟亲附，晋国再于諸侯中称霸。
晋悼公表彰魏絳的功績，賜安邑（今山西省夏县），安邑成为魏氏发展的中心。前559年，悼公去世，继续辅佐晋平公。前555年，参与討伐齐国，死后，儿子魏舒继任魏氏领袖。